# Jesús Hernández Úbeda
Jesús Hernández Úbeda (* Madrid, 11 de octubre de 1959 - † Ávila, 23 de abril de 1996). Fue un ciclista español, profesional entre 1980 y 1990, cuyos mayores éxitos deportivos los logró en la Vuelta a España donde en sus distintas participaciones obtuvo 2 victorias de etapa.

## Palmarés
| 1982 - 1 etapa en la Vuelta a España 1983 - 1 etapa en la Vuelta a España |